# Narona (chi ốc biển)
Narona  là một chi ốc biển, là động vật thân mềm chân bụng sống ở biển trong họ Cancellariidae.

## Các loài
Các loài trong chi Narona  gồm có:
- Narona clavatula (G.B. Sowerby I, 1832)
- Narona exopleura (Dall, 1908)

Các loài được đưa vào đồng nghĩa
- Narona coronata (Scacchi, 1835): đồng nghĩa của Tribia coronata (Scacchi, 1835)
- Narona hidalgoi Jousseaume, 1887: đồng nghĩa của Narona clavatula (G.B. Sowerby I, 1832)
- Narona mitriformis (G.B. Sowerby I, 1832): đồng nghĩa của Hertleinia mitriformis (G.B. Sowerby I, 1832)